# Boonie Bears
Boonie Bears (熊出没) é uma série de desenho animado chinesa, exibida pelos canais China Central Television (CCTV) e Beijing Television Network (BTV). A série fala de dois irmãos ursos Briar e Bramble, que tentam parar o lenhador Vick de destruir a floresta onde eles moram.
O desenho estreou em Janeiro de 2012 e se tornou o programa infantil mais popular da China desde então, tendo mais de 600 episódios produzidos. A série também é a animação chinesa com maior distribuição pelo mundo já tendo sido dublada em vários idiomas e transmitida por vários canais e serviços de streaming. É produzida pelo estúdio Fantawild Holdings Inc, que também desenvolve uma série de filmes dos personagens.
No Brasil episódios dublados da série são disponibilizados pelo Looke, além de alguns filmes já terem sido dublados.